# Rhesala cyclostigma
Rhesala cyclostigma là một loài bướm đêm trong họ Noctuidae.